# Kreis Spremberg
Der Kreis Spremberg (niedersorbisch Wokrejs Grodk) war ein Kreis im Bezirk Cottbus in der DDR. Von 1990 bis 1993 bestand er als Landkreis Spremberg im Land Brandenburg fort. Sein Gebiet liegt heute im Landkreis Spree-Neiße in Brandenburg. Der Sitz der Kreisverwaltung befand sich in Spremberg.

## Geographie

### Nachbarkreise
Der Kreis Spremberg grenzte im Uhrzeigersinn im Norden beginnend an die Kreise Cottbus-Land, Forst, Weißwasser, Hoyerswerda, Senftenberg und Calau.

## Geschichte
Mit Inkrafttreten des Gesetzes über die Änderung zur Verbesserung der Kreis- und Gemeindegrenzen vom 28. April 1950 wurden die Kreisgrenzen des alten Landkreises Spremberg leicht verändert. Der Kreis Spremberg erhielt drei Gemeinden vom Landkreis Cottbus und eine Gemeinde vom Landkreis Senftenberg, im Gegenzug trat er eine Gemeinde an den Landkreis Senftenberg ab.
Die Landgemeinde Welzow war mit 7000 Einwohnern die zweitgrößte Siedlung des Kreises und erhielt 1969 das Stadtrecht.
Am 17. Mai 1990 wurde der Kreis in Landkreis Spremberg umbenannt. Am 6. Dezember 1993 wurde der Landkreis Spremberg aufgelöst. Nachfolger wurde der Landkreis Spree-Neiße, der im Rahmen der Gebietsreform des Landes Brandenburg aus den Landkreisen Forst (Lausitz), Guben, Spremberg und Cottbus neu entstand.

## Kreisangehörige Städte und Gemeinden
Aufgeführt sind alle Orte, die am 25. Juli 1952 bei Einrichtung des Kreises Spremberg eigenständige Gemeinden waren. Eingerückt sind Gemeinden, die bis zum 5. Dezember 1993 ihre Eigenständigkeit verloren und in größere Nachbargemeinden eingegliedert wurden, oder die sich zu neuen Gemeinden zusammengeschlossen haben.
- Bagenz
- Bloischdorf
- Bohsdorf
  - Bühlow (wurde am 1. Januar 1974 nach Sellessen eingemeindet)
  - Drieschnitz (schloss sich am 1. Januar 1974 mit Kahsel zur Gemeinde Drieschnitz-Kahsel zusammen)
- Drieschnitz-Kahsel
- Friedrichshain
  - Gosda-Haidemühl (devastiert) (wurde zum 1. Januar 1964 in Haidemühl umbenannt)
- Graustein (seit 1. Januar 1974 mit Ortsteil Schönheide)
  - Groß Buckow (devastiert) (die Gemarkung wurde am 1. Januar 1984 in die Stadt Spremberg eingegliedert)
- Groß Luja
- Haidemühl (devastiert)
- Hornow
- Jämlitz (seit 1950 mit Ortsteil Zschorno)
  - Jessen (devastiert) (wurde am 1. Januar 1972 nach Pulsberg eingemeindet)
  - Kahsel (schloss sich am 1. Januar 1974 mit Drieschnitz zur Gemeinde Drieschnitz-Kahsel zusammen)
- Kausche
  - Klein Buckow (devastiert) (Gemarkung wurde am 1. Januar 1987 in die Stadt Spremberg eingegliedert)
- Klein Düben
- Klein Loitz
- Lieskau
- Proschim
  - Pulsberg (seit 1. Januar 1972 mit Ortsteil Jessen, wurde am 1. Januar 1974 nach Spremberg eingemeindet)
  - Radeweise (devastiert) (schloss sich am 1. Januar 1967 mit Straußdorf zu Radeweise-Straußdorf zusammen)
  - Radeweise-Straußdorf (devastiert) (Zusammenschluss am 1. Januar 1967) (Gemarkung wurde am 31. Dezember 1985 in die Stadt Spremberg eingegliedert)
- Reuthen (seit 1938 mit Ortsteil Horlitza)
  - Roitz (devastiert) (Gemarkung wurde am 1. Mai 1978 in die Stadt Spremberg eingegliedert)
  - Schönheide (wurde am 1. Januar 1974 nach Graustein eingemeindet)
- Schwarze Pumpe
- Sellessen
- Spremberg (seit 1946 mit den Ortsteilen Heinrichsfeld, Cantdorf, Kochsdorf, Slamen, Trattendorf und Weskow)
  - Stradow (devastiert) (die Gemarkung wurde am 1. Januar 1984 in die Stadt Spremberg eingegliedert)
  - Straußdorf (devastiert) (schloss sich am 1. Januar 1967 mit Radeweise zu Radeweise-Straußdorf zusammen)
  - Terpe (wurde am 1. November 1959 in Schwarze Pumpe umbenannt)
- Tschernitz
- Türkendorf
- Wadelsdorf
- Welzow (1969 zur Stadt erhoben)
- Wolfshain
  - Wolkenberg (devastiert) (die Gemarkung wurde zum 1. Januar 1991 in die Stadt Spremberg eingegliedert)

## Kfz-Kennzeichen
Den Kraftfahrzeugen (mit Ausnahme der Motorräder) und Anhängern wurden von etwa 1974 bis Ende 1990 dreibuchstabige Unterscheidungszeichen, die mit dem Buchstabenpaar ZR begannen, zugewiesen. Die letzte für Motorräder genutzte Kennzeichenserie war ZU 00-01 bis ZU 20-00.
Anfang 1991 erhielt der Landkreis das Unterscheidungszeichen SPB. Es wurde bis Ende 1993 ausgegeben. Seit dem 19. März 2013 ist es im Landkreis Spree-Neiße erhältlich.